# Falkland Islands Holdings
Falkland Islands Holdings ou FIH é um conglomerado britânico, que desempenha um papel fundamental na economia das Ilhas Malvinas através da Falklands Islands Company. Seus outros negócios principais são o porto de Portsmouth Ferry Company, que opera o Gosport Ferry, no sul da Inglaterra, e uma empresa de armazenamento e transporte de arte de Londres, chamada Momart.